# 森林前艾夏
森林前艾夏是德国巴伐利亚州的一个市镇。总面积20.33平方公里，总人口2496人，其中男性1294人，女性1202人（2011年12月31日），人口密度123人/平方公里。